# Лихачёв, Андрей Гаврилович
Лихачёв Андрей Гаврилович (1899—1988) — советский оториноларинголог. Доктор медицинских наук, профессор, член-корреспондент Академии Медицинских наук, заслуженный деятель науки РСФСР.

## Биография
В 1922 году окончил медицинский факультет Воронежского университета. До 1929 года работал ординатором. Вскоре стал работать ассистентом ЛОР-клиники того же универрситета. В 1929 году был назначен ассистентом ЛОР-клиники 1-го Московского университета. В 1935 году защитил докторскую диссертацию на тему: «Кистовидное растяжение придаточных пазух носа». В 1935 году стал профессором.
В 1934—1972 годах заведовал кафедрой оториноларингологии 1-го ММИ. В 1972 году стал работать научным консультантом этой кафедры. В 1930—1940 годах стал деканом лечебного факультета. В 1941—1942 годах был заместителем директора по научной части. В 1942—1948 годах стал директором 1-го ММИ. С 1946 года стал главным оториноларингологом М3 СССР. Лихачев был одним из организаторов Московского научно-исследовательского института уха, горла и носа, в котором ещё с 1935 года работал заместителем директора по научной части и директором с 1940 по 1943 года.
Лихачев опубликовал около 160 научных работ, включая 6 монографий и учебники для высших и средних медицинских учебных заведений. Ранние его работы были посвящены изучению отогенных внутричерепных осложнений. Он предложил новый метод пластики после радикальной операции на среднем ухе и метод местной анестезии при операции удаления ангиофибромы носоглотки, тщательно разработал клиника опухолей носоглотки, принципы тканевой терапии и пенициллинотерапии в оториноларингологии. Его монографии посвящены темам воспалительных заболеваний придаточных пазух и их особым формам. Свой опыт работы в эвакогоспиталях во время Великой Отечественной войны Лихачев обобщил в труде «Огнестрельные ранения носа и его придаточных пазух». Несколько работ освещает состояние ЛОР-помощи и проблемы дальнейшего развития оториноларингологии в СССР. Лихачев работал главным редактором многотомного руководства по оториноларингологии.
Под его руководством было подготовлено 45 диссертаций, включая 13 докторских.
В 1940—1968 годах Лихачев работал председателем, а с 1968 года — заместителем председателя Всесоюзного научного общества оториноларингологов. С 1970 года стал председателем Московского общества оториноларингологов и заместителем ответственного редактора редотдела «Оториноларингология» БМЭ.

## Награды
- два ордена Ленина
- два ордена Трудового Красного Знамени
- Орден «Знак Почета»